# Sternotomis alternans
Sternotomis alternans är en skalbaggsart som beskrevs av Stefan von Breuning 1959. Sternotomis alternans ingår i släktet Sternotomis och familjen långhorningar. Inga underarter finns listade i Catalogue of Life.